# Úlcera de córnea
Úlcera de córnea é a situação patológica ocular onde há uma erosão na córnea, causada por uma infecção por bactérias, protozoários, fungos ou vírus, ou esta infecção posteriormente a ação de uma substância química, produzindo uma área da córnea sem epitélio, sua camada mais externa de cobertura.
As ulceras causadas por bactérias são as mais comuns, sendo neste caso, podendo ser associadas ao uso de lentes de contato, sejam ela rígidas ou gelatinosas. Quando a lesão inicial foi causada por plantas, existe a possibilidade de ser causada por fungos. É de se observar que existem casos registrados de lesões causadas por sementes em que houve a brotação da planta.
Como sintomas típicos desta patologia, temos a vermelhidão nos olhos, dores, fotofobia (incômodo com a incidência de luz) e falta de nitidez na visão.
É caracterizado como uma emergência em oftalmologia e seu tratamento depende de sua causa e do agente causador específico.

## Ulcerações de origem por seivas vegetais
Entre as espécies vegetais que podem causar lesão da córnea, pode-se citar as plantas da família Euphorbiaceae, como a "coroa-de-cristo", a espécie Euphorbia milii L., o "bico-de-papagaio" (também chamada de "rabo-de-arara" ou "papagaio"), Euphorbia pulcherrima Willd, o avelós (também chamada de "graveto-do-cão", "figueira-do-diabo", "dedo-do-diabo", "pau-pelado", "árvore de São Sebastião", etc), espécie Euphorbia tirucalli L..

## Úlceras causadas por bactérias e lentes de contato
São citados diversos fatores associados ao aparecimento de úlcera da córnea nos usuários de lentes de contato, sendo que o principal é o uso excessivamente prolongado, incluindo o hábito de dormir-se usando as lentes. Manutenção inadequada e descuidos com a desinfecção podem contribuir para o surgimento do quadro patológico. Explica-se a patogênese, é explicada pelos microtraumas e a hipóxia relacionados com a adesão das bactéria mesmo nas lentes novas.
A diferenciação entre ceratite infecciosa ou estéril torna o tratamento dos casos difícil, mas considera-se prudente sempre considerar-se infecciosa. Estas possuem um quadro clínico geral mais grave que as estéreis, causando hiperemia, dor e fotofobia, lacrimejamento, edema na pálpebra e secreção mucopurulenta. Geralmente a lesão se apresenta ulcerada, com bordas não nítidas, supuração branco-amarelada e com infiltrações nas redondezas.
Recomenda-se sempre nestes casos a colheita de material para análise do material através de exame bacterioscópico, cultura e antibiograma, o que se revela muitas vezes impossível. As mostras para estas análises são colhidas, coloridas e analisadas pelo método de citologia de impressão da superfície ocular.

### Bactérias causadoras
As bactérias normalmente envolvidas incluem:
- Bacilos Gram-negativos: Pseudomonas, Serratia, Proteus, Klebsiela, E.Coli e Enterobacter.
- Cocos Gram-positivos: Staphylococos aureus e Epidermidis, Streptococos e Enterococos.
- Bacilos Gram-positivos: Bacillus sp, Corinebacterium e Propionibacterium.
- Filamentosas:Nocardia, Actinomyces e Mycobacterium.

### Tratamento
Pode-se incluir associação de colírios de uma cefalosporina e aminoglicosídeo como terapia inicial, assim como a monoterapia com uma quinolona.
Úlceras maiores, com reações na câmara anterior (olho), podem ter a introdução de drogas ciclopégicas como a atropina ou o ciclopentolato. Em casos ainda mais graves, com acometimento do da esclera ou limbo (olho) ou ainda com risco de perfuração, indica-se a aplicação de antibióticos sub-conjuntivais.
Até que sejaconhecido o agente etiológico é contra indicada a utilização de corticóides. Sendo a causa bacteriana e já presentando-se sinais de melhora, o uso tópico de corticóides é recomendado, mas ainda debate-se tal aplicação.
Pode-se mudar a terapia inicial em função dos exames de laboratório e da evolução clínica.
Cita-se a aplicação de cianoacrilato (adesivo de alta velocidade de cura, de aplicação cirúrgica) quando perfuração de até 2 mm e afinamento da córnea, com o uso de lente terapêutica. Nos casos ainda mais graves, alternativamente pode ser colocado um "patch" ou a procede-se a realização de um transplante penetrante. Nos casos de ausência de resposta ao tratamento clínico, deve ser considerado o recobrimento conjuntival.
É importante e básico que o diagnóstico seja realizado o mais rápido e precocemente possível, visando a aplicação da terapêutica adequada e a minimização das sequelas da úlceração da córnea.